# Ponte Rosso (Albenga)
Il ponte Emidio Viveri o più comunemente ponte Rosso,  è un ponte sul Centa in comune di Albenga.

## Caratteristiche

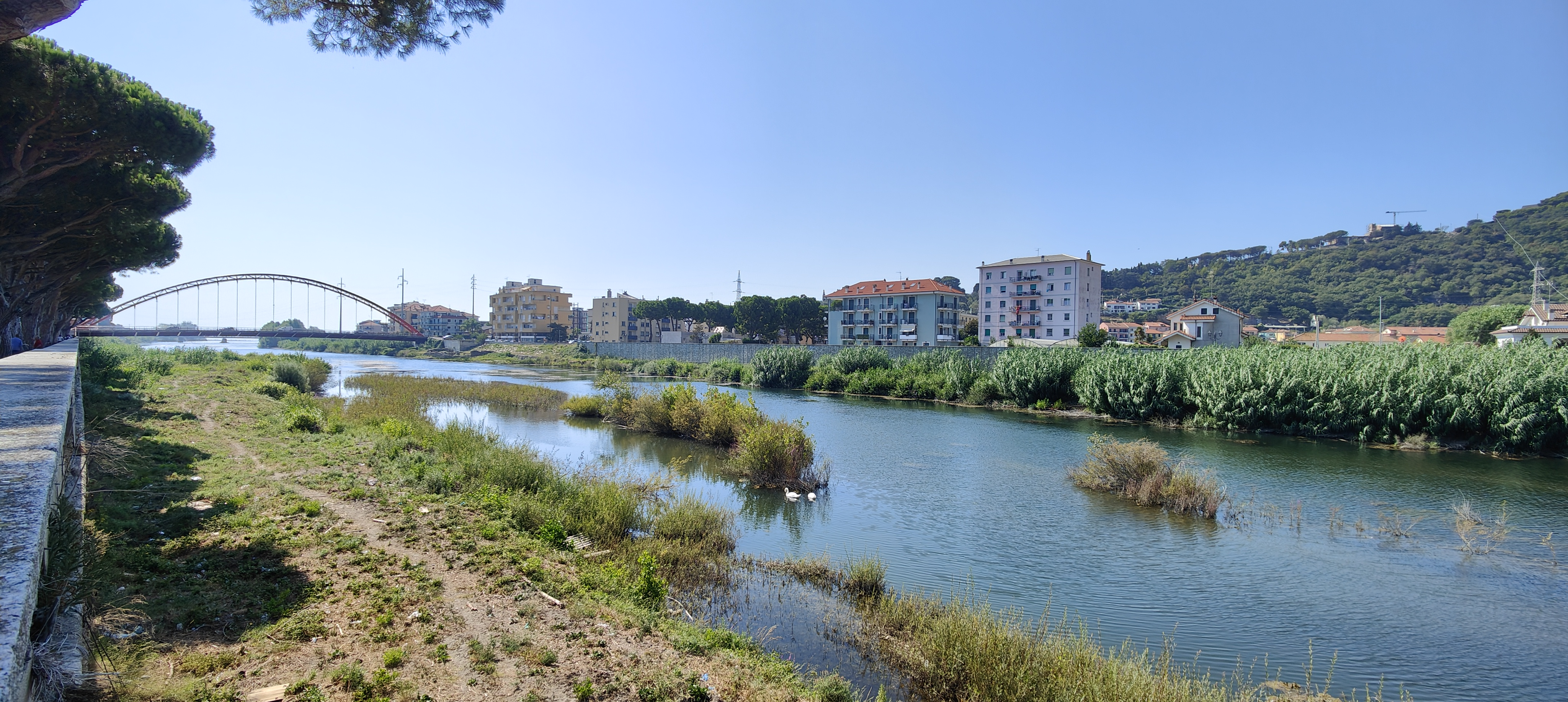
Il ponte visto da Lungocenta Alighieri con il fiume Centa e il quartiere Vadino

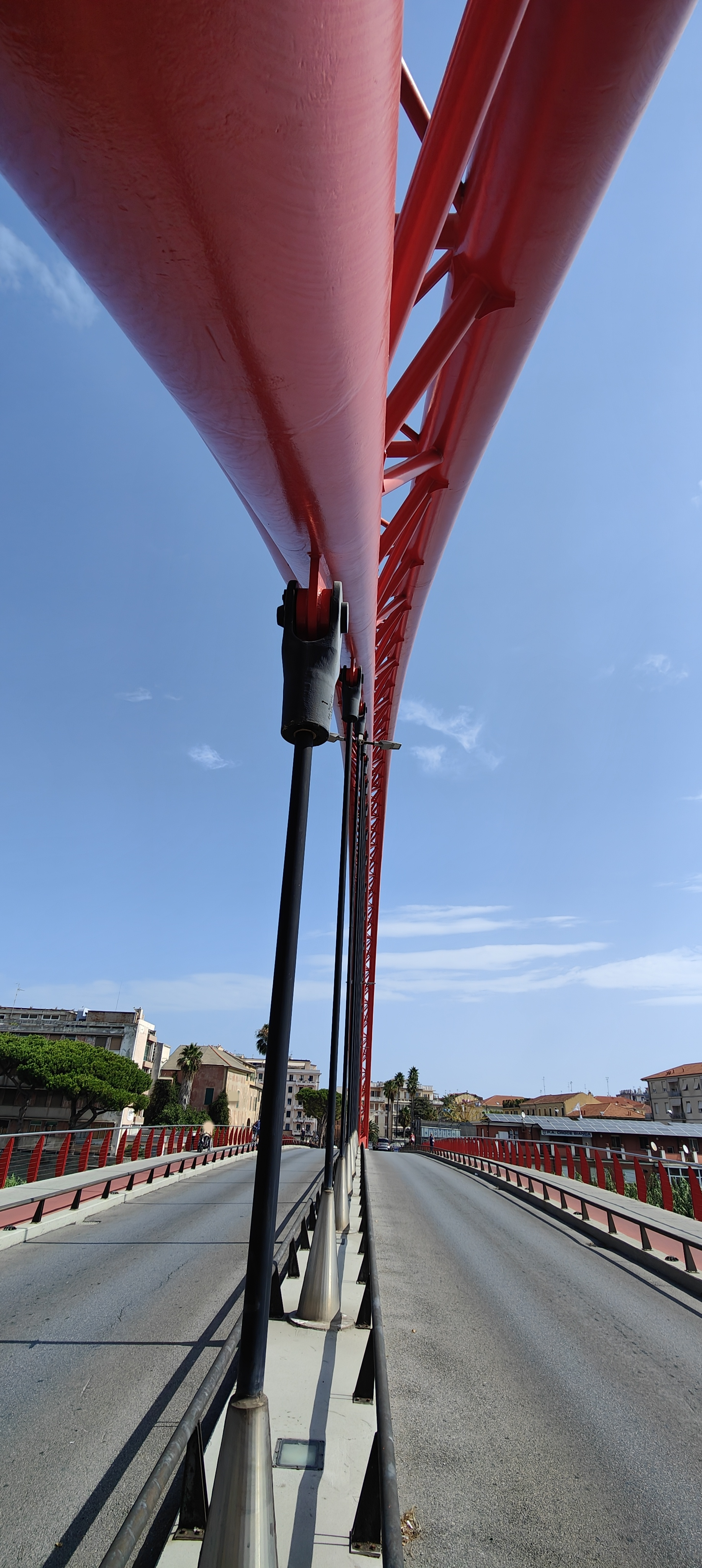
La sospensione unica della struttura portante vista al centro

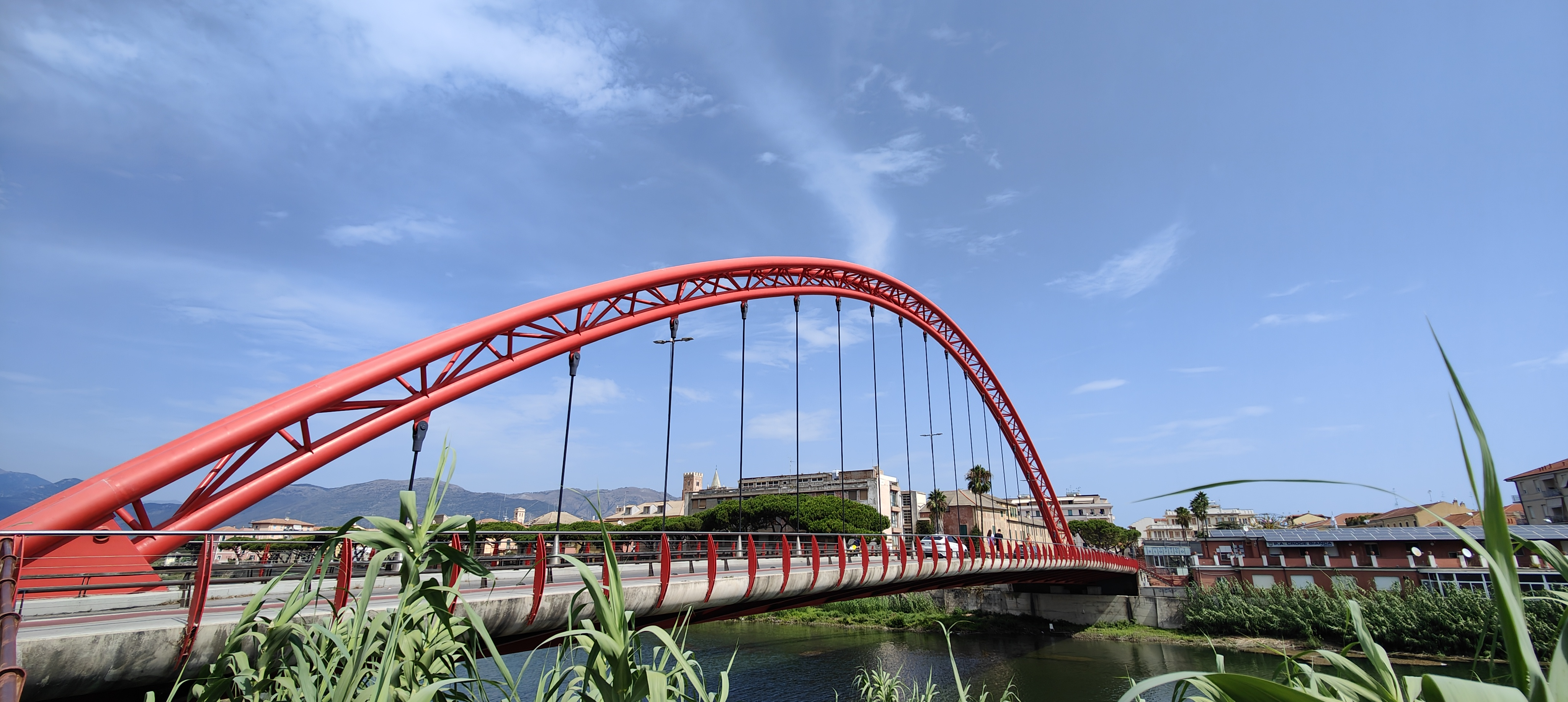
Il ponte stradale unisce Albenga città con il quartiere ("regione") Vadino

Il ponte è lungo 100 metri ed è largo 15, ed è costituito da una struttura mista acciaio e calcestruzzo. È a campata unica, con una struttura reticolare spaziale in acciaio tubolare, l'impalcato è spesso 140 cm costituito da un cassone chiuso con mensole esterne alleggerite; la soletta è in cemento armato ed assieme alla struttura collabora con la resistenza globale. Per ogni senso di marcia si ha una corsia carrabile ed un marciapiede.
Le caratteristiche architettoniche evidenti e il colore rosso, fanno del ponte una presenza importante per la città, in netto contrasto con il vicino centro storico di Albenga. Il suo costo fu di circa 9 miliardi di Lire, più altri 7 miliardi per l’allargamento degli argini prima e dopo il Ponte.
Sono pochi i ponti nel mondo di questo tipo, cioè ad arco centrale, infatti è stato più volte recensito, apparendo su giornali tipo Costruire, Istituto Italiano della saldatura, l'ARCA, ed altri ancora.
Sotto il Ponte è presente una vasta archeologica fluviale, dove sono presenti le terme e l'acquedotto romano, la chiesa medievale di San Clemente e altro ancora.

## Storia

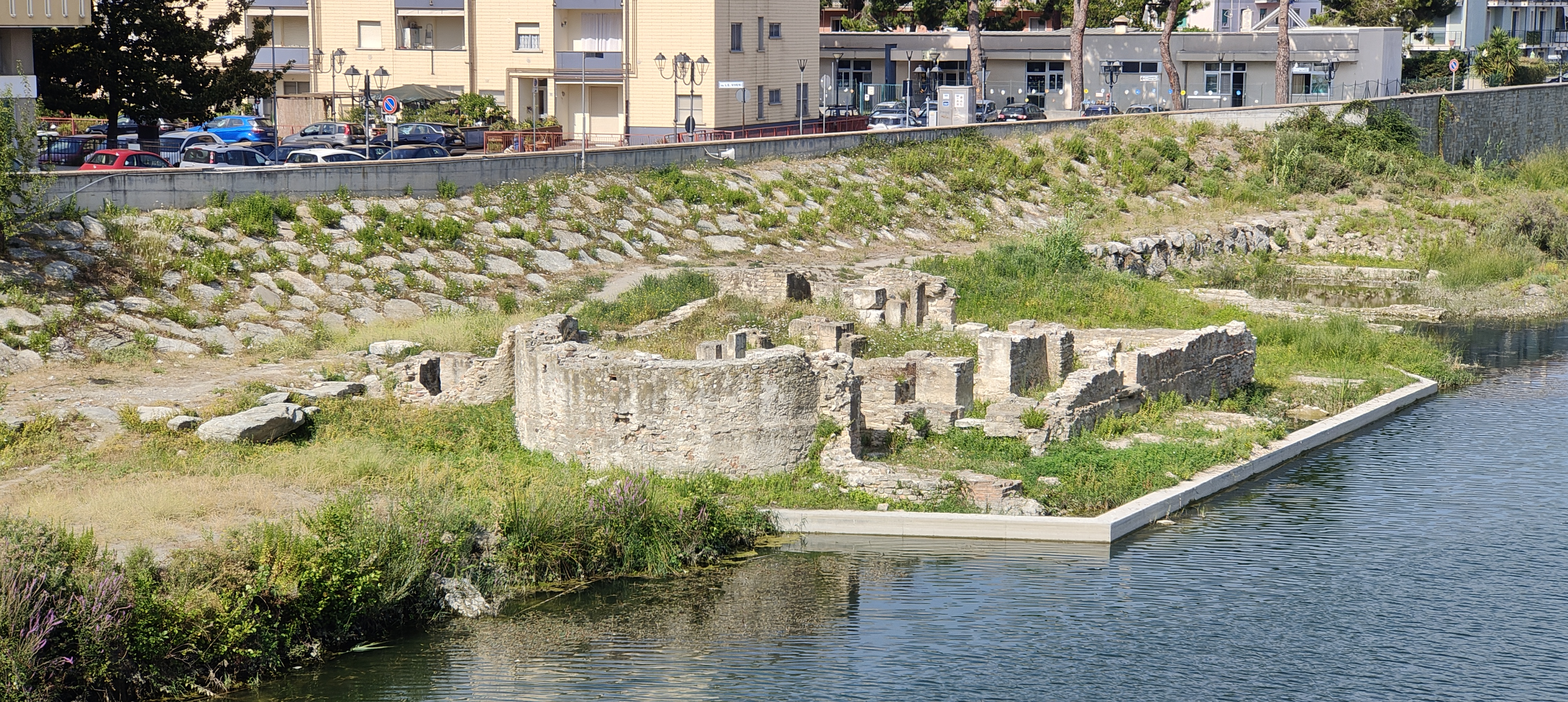
Resti della Chiesa di San Clemente, epoca 1200

La costruzione del ponte si è resa obbligatoria per sostituire il vecchio ponte di ferro gravemente danneggiato dall'alluvione del 5 novembre 1994, è stato inaugurato il 24 dicembre 1995. Sorge nell'esatto punto dove in passato sono sorti molti degli altri ponti che hanno collegato le due parti della città. Questo ponte è diventato il simbolo ingegneristico di Albenga, infatti è uno dei pochi ponti con una struttura simile presenti in Italia. 
Questo ponte si porta dietro una brutta storia, poiché per la sua edificazione l'amministrazione comunale fu accusata di corruzione e l'allora Sindaco, insieme a parte della giunta, venne arrestato e accusato per corruzione di 500 milioni di lire per un giro di affari di altri 60 milioni di lire
Il ponte venne intitolato a Libero Emidio Viveri (1907-1969), storico capo partigiano e più volte sindaco della città; a volere il nome fu l’amministrazione guidata da suo figlio Angelo detto "Angioletto", che fu sindaco di Albenga dal 1993 al 1997.
La scelta del colore rosso narra una storia particolare, il progettista l'ingegnere Luca Romano proponeva il colore bianco, mentre il Sindaco Viveri proponeva il colore rosso, alla fine dell'accesa discussione Viveri disse all'ingegnere: Bene, allora fallo di che colore vuoi tu! L'importante è che sia rosso!.
A fine 2019 l'amministrazione Comunale di Albenga, guidata dal dottor Riccardo Tomatis, decide di realizzare il primo intervento di manutenzione straordinaria dalla sua inaugurazione, con il rifacimento della pittura per evitare ruggini o ossidazione della struttura e altri interventi manutentivi volti a garantirne la sicurezza.

### Libero Emidio Viveri

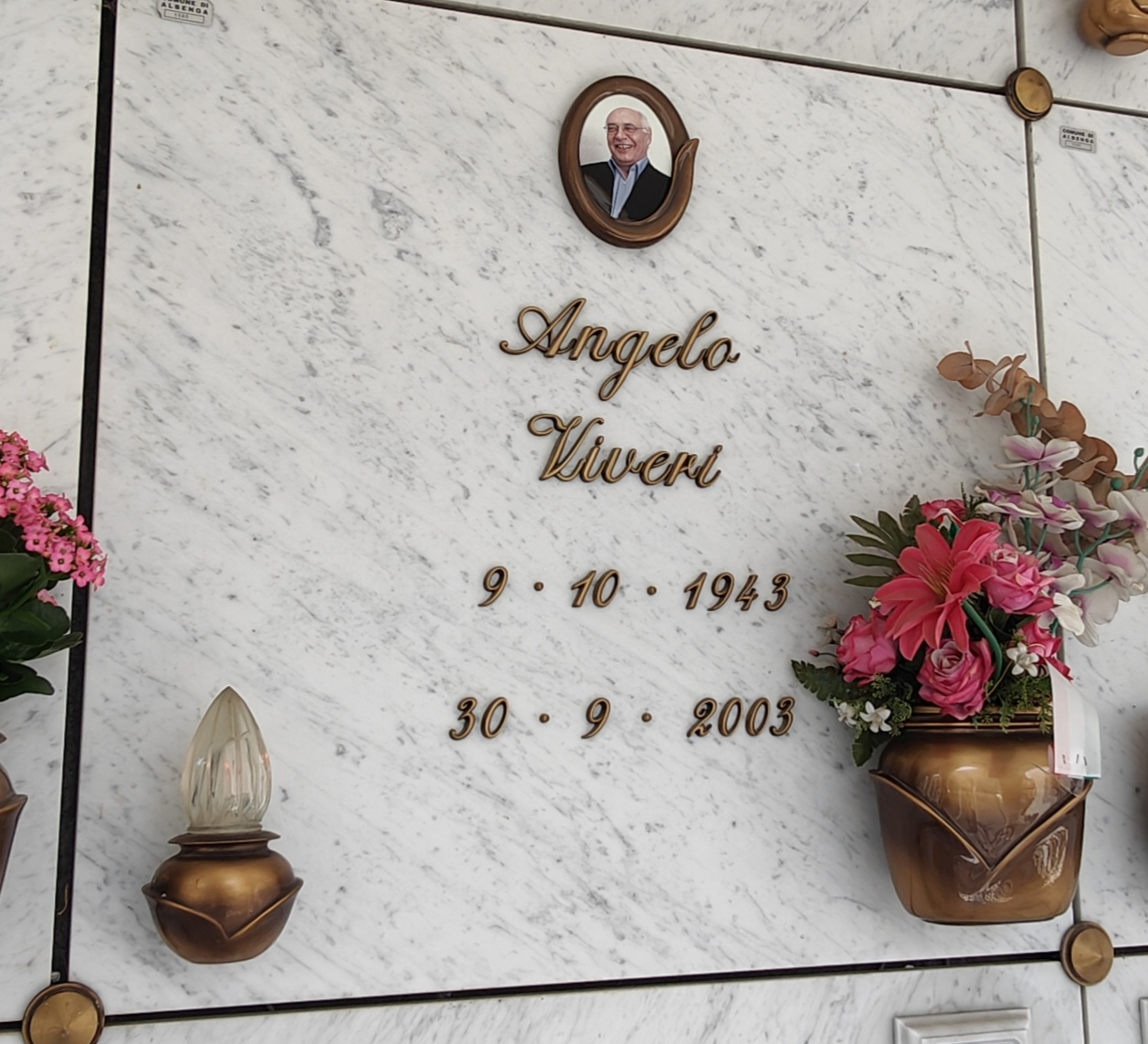
La tomba di Angelo Angioletto al cimitero di Leca d'Albenga

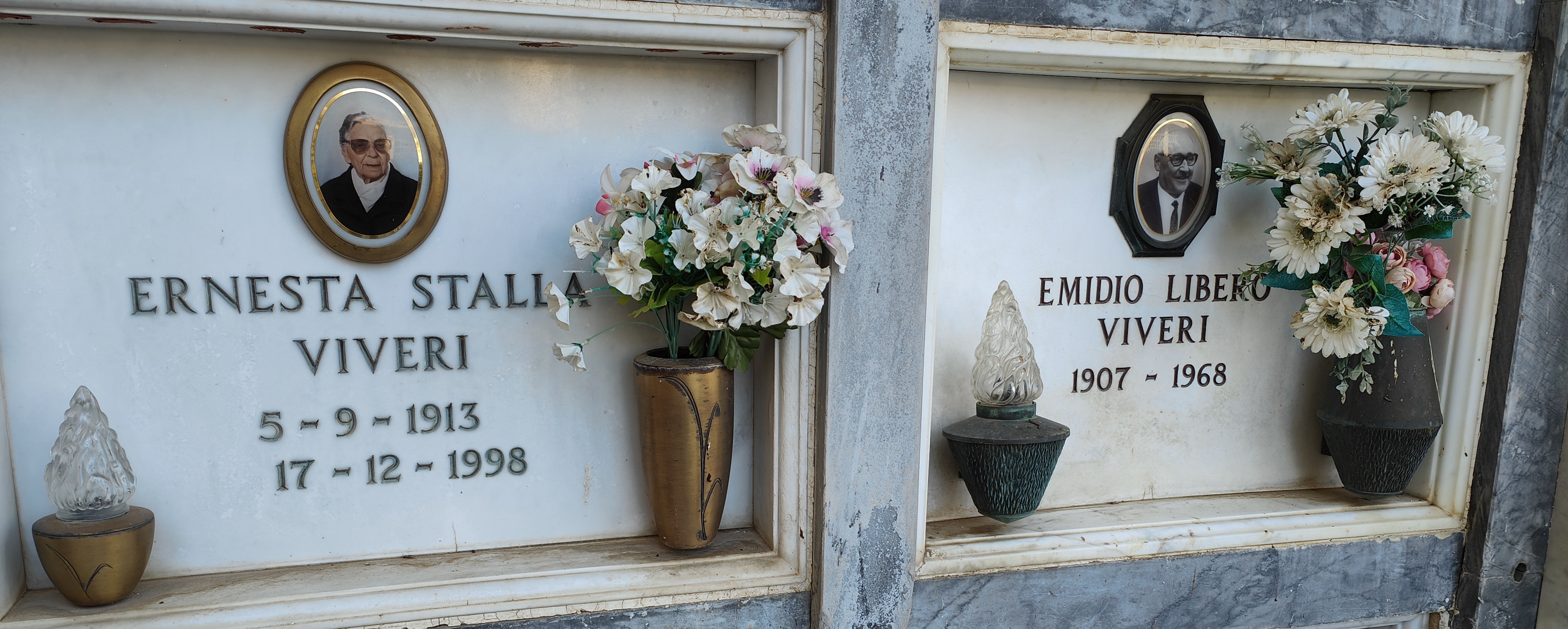
La tomba al cimitero di Leca di Libero Emidio Viveri e della moglie

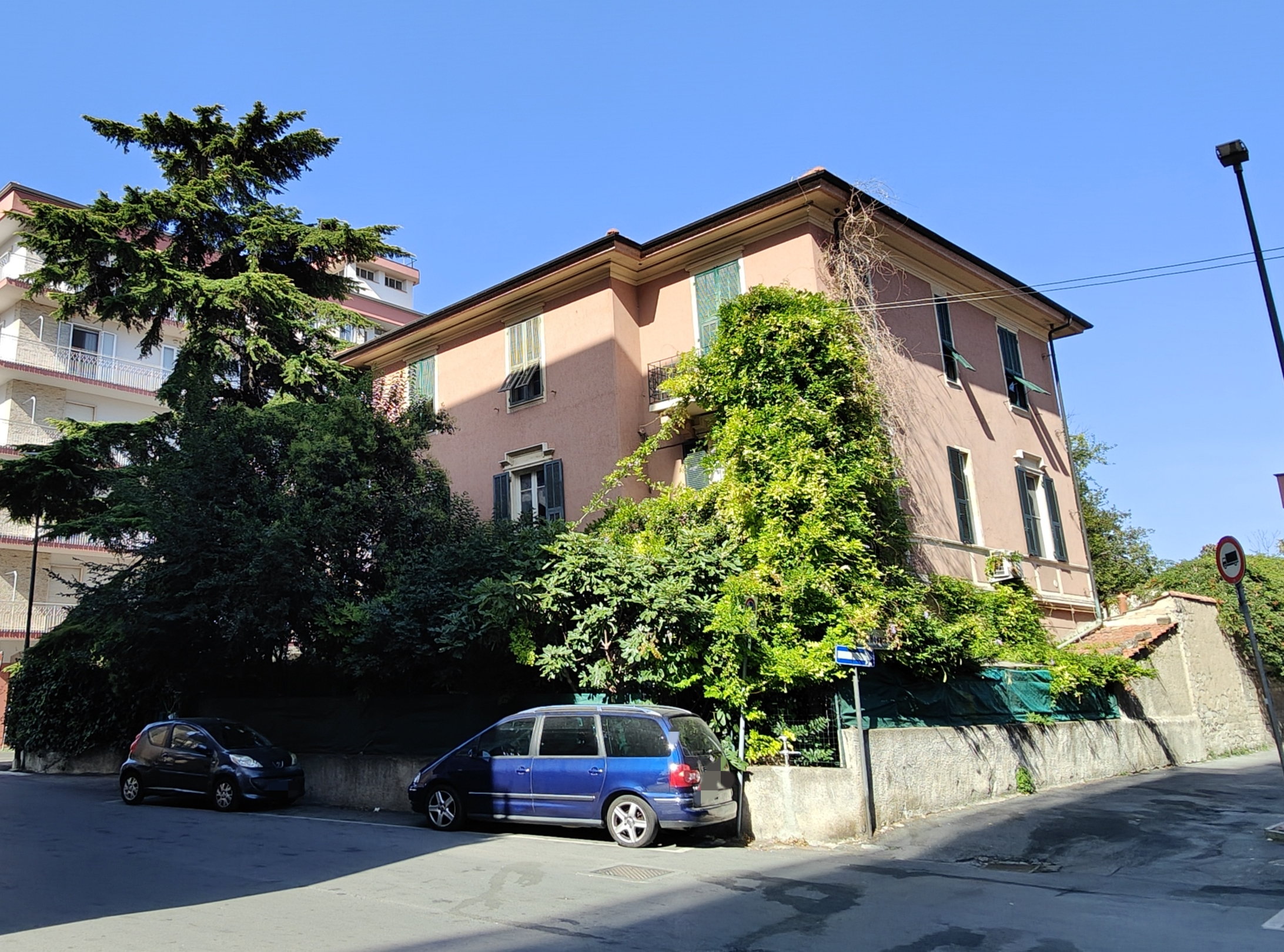
La casa dei Viveri-Stalla ex via Vecchia Morella ad Albenga

Libero Emidio Viveri nacque a Pieve di Teco il 15 aprile 1907, figlio di un socialista massimalista, tanto da chiamare il figlio Libero e la figlia Fedenuova. 
Fa il meccanico in un'officina di sua proprietà a Vadino, vicina all'attuale ponte Rosso. Sposa l'albenganese Ernesta Stalla, proprietaria terriera (1913-1998), dalla quale ha due figli, Angelo e Gianluigi. È tra i primi personaggi intenti a contrastare l'occupazione tedesca, diventando un leader partigiano durante il secondo conflitto bellico nella lotta di liberazione dalle truppe naziste. Nel 1940 entra nelle cellule clandestine del PCI. Da settembre del 1943 inizia a organizzare i primi gruppi armati in Valle Arroscia, tra Vendone, Onzo e Arnasco, dove viene organizzato anche il primo gruppo di staffette tra la Città di Albenga e i paesi per poter ricevere informazioni. Era il direttore del CLN di Albenga e della brigata SAP G. Mazzini. 
Mentre Libero si era dato alla clandestinità, il tristemente noto Boia di Albenga, Luciano Luberti cercò di estorcere informazioni alla moglie, Ernesta Stalla, tanto che prese il figlioletto di quindici mesi per una gamba e lo mise fuori dalla finestra di un palazzo dell'allora via Vecchia Morella (l'odierna via Mazzini al numero 33), ma la moglie non conosceva le posizioni e non disse nulla, fortunatamente il Luberti non portò a termine il suo sciagurato gesto.
Il bimbo era Angelo Viveri (1943-2003), anch'esso sarà un futuro sindaco di Albenga. Libero fu anche in contatto con altri famosi combattenti, tra i quali Felice Cascione, combattente della brigata dell'imperiese. Uno dei tanti incontri avvenne il 30 dicembre 1944 dove U megù, insieme a due compagni, Giacomo Sibilla (Ivan) e Emiliano Mercati (Taganò) si incontrano ad Alto con i capi della resistenza ingauna: Franco Salimbeni e Libero Emidio Viveri. 
Qui venne deciso che le due bande devono riunirsi appunto ad Alto per sensibilizzare la popolazione locale alla causa della lotta per la resistenza. L'idea fu quella di cantare il 6 gennaio nella piazza del paese la canzone Fischia il vento, composta dallo stesso Cascione che morì 20 giorni dopo. 
Per il ruolo che ricoprì aiutò il Tribunale di Savona a trovare i testimoni dell'eccidio della Foce del Centa, tra i quali Luigi Pesce, detto Luassu, grazie alla sua testimonianza venne incriminato Luciano Luberti.
Fu nominato Sindaco di Albenga il 3 luglio del 1945 in qualità di capo del Comitato di Liberazione Nazionale, vinse le elezioni da sindaco il 31 marzo del 1946 e di nuovo nel 1951 sotto la bandiera del Partito Comunista Italiano, fino al 1956. Ritornò per un breve periodo, dal 1965 al 1967 al governo della città sempre sotto la bandiera del Partito Comunista.Tra le altre cose fu anche presidente della Croce Bianca di Albenga dal 1948 al 1953. 
Libero morì il 18 marzo 1968. Agli imponenti funerali migliaia di persone si strinsero attorno alla famiglia. Il giorno dei funerali del figlio Angelo che come sindaco aveva voluto dedicare al grande padre il nuovo ponte che collega Albenga al quartiere Vadino, apparve uno striscione sulla sua balaustra con scritto: Ciao Angioletto, sarai sempre il nostro sindaco.